# Reise ins Jenseits – Die Welt des Übernatürlichen
Reise ins Jenseits – Die Welt des Übernatürlichen (alternativ PSI – Eine Reise ins Jenseits) war ein am 14. November 1975 erstmals gezeigter deutscher Mondo-Film von Rolf Olsen.

## Internationale Aufführungen
Der US-amerikanische Titel lautete Journey Into the Beyond und erschien 1977 bei Burbank International Pictures. In Spanien lief er unter dem Titel El poder de la parapsicología – Viaje al mundo de lo desconocido, in Argentinien unter Un viaje al más allá und in Griechenland unter Taxeidi sto agnosto. Auch in Südkorea wurde der Film 1981 gezeigt.
2003 wurde die englische ungekürzte Fassung vom Videolabel Citycenta mit der Altersfreigabe BBFC 18 herausgegeben. 2014 erschien die deutsche Fassung bei Filmjuwelen (Alive AG) auf DVD.

## Inhalt
Der Film vermittelt einen wissenschaftlichen Anspruch und zeigt parapsychologische und okkulte Phänomene, Wunderheilungen und Exorzismen, Operationen unter Hypnose ohne Anästhesie, telekinetische Bewegungen von Gegenständen, Levitation und ähnlich Unerklärliches. Das verwendete Farb- und Schwarzweißfilmmaterial wird als authentisch deklariert und wurde angeblich in anderthalb Jahren Drehzeit weltweit zusammengetragen. Untermauert wird der wissenschaftliche Anspruch des Films durch Aussagen von Personen mit wissenschaftlichen Titeln und Geistliche. Im deutschen Filmtrailer wird angegeben, dass sich die Produktion am Stil des Autors Erich von Däniken orientierte.